# Vârful Lespezi, Munții Făgăraș
Vârful Lespezi este un vârf montan din Masivul Făgăraș, considerat uneori un vârf dublu împreună cu Vârful Călțun, având altitudinea de 2.517 metri. Este recunoscut prin masivitatea sa vizibilă cu precădere dinspre partea nordică.

## Descriere, acces
La poalele sale se află lacul glaciar omonim „vârfului său geamăn”, lacul Călțun, precum și refugiul montan omonim, Refugiul Lespezi, ridicat de divizia de Salvamont din Avrig, județul Sibiu. Una din variantele accesului spre vârf se face pe partea sud-vestică pe un traseu ce pleacă din Strunga Doamnei.

## Galerie

Fotografii reprezentative
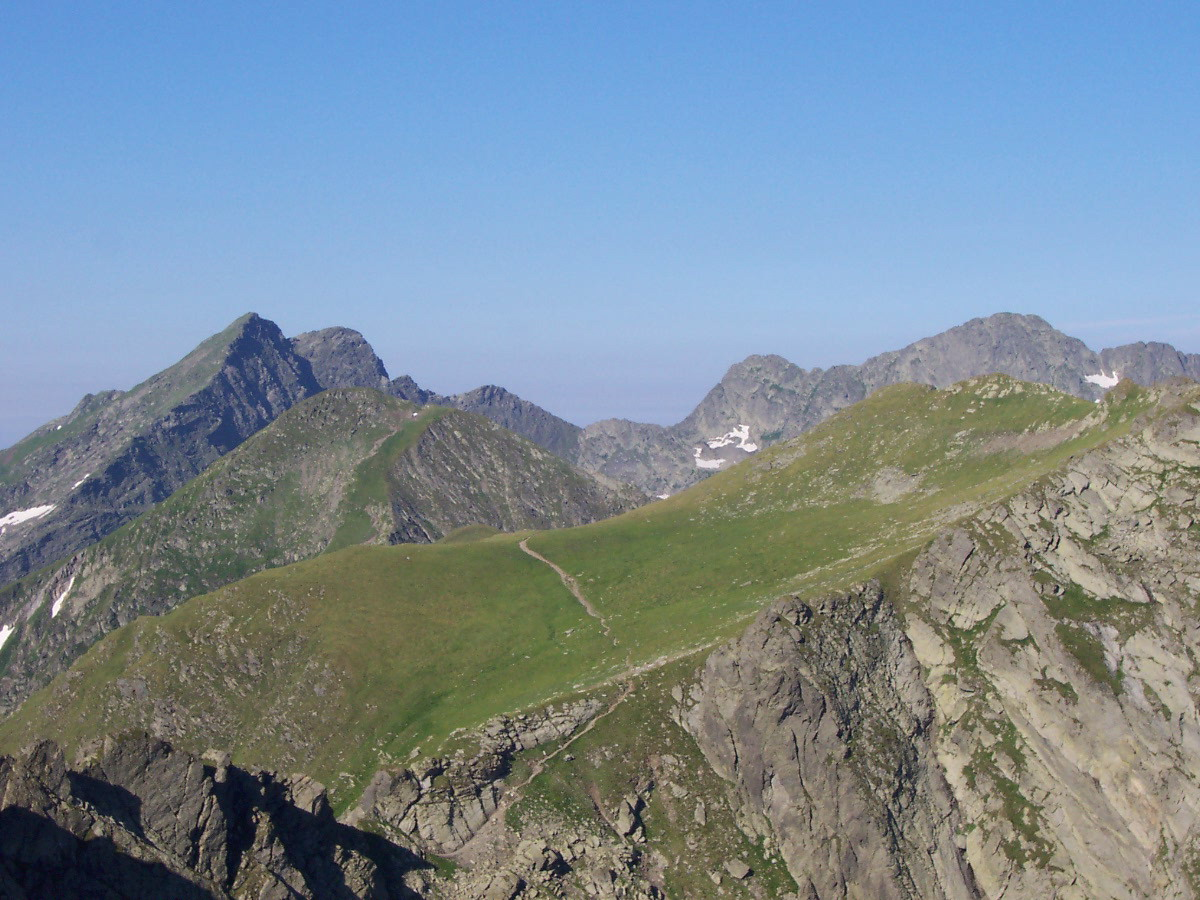
Vârful Negoiu şi Vârful Călţun
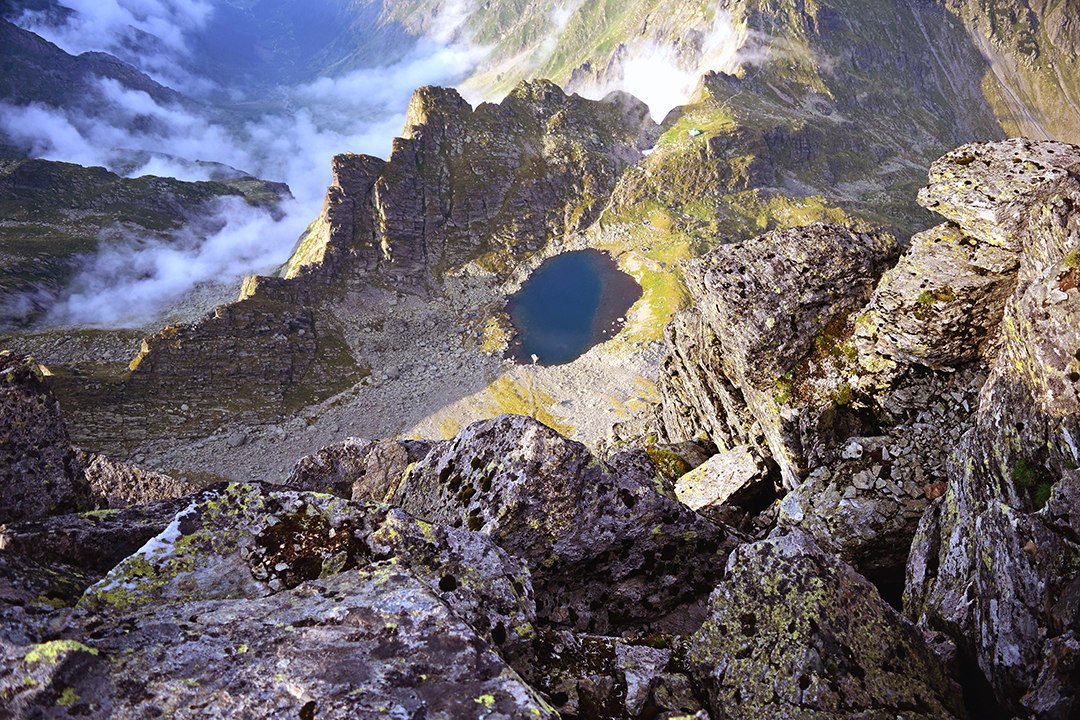
Lacul glaciar Călțun